# Meine Schwester Charlie/Episodenliste

Logo der Serie Meine Schwester Charlie

Diese Episodenliste enthält alle Episoden der US-amerikanischen Jugendserie Meine Schwester Charlie, sortiert nach der US-amerikanischen Erstausstrahlung. Zwischen 2010 und 2014 entstanden in vier Staffeln insgesamt 100 Episoden mit einer Länge von jeweils etwa 22 Minuten.

## Übersicht
| Staffel | Episodenanzahl | Erstausstrahlung USA | Erstausstrahlung USA | Deutschsprachige Erstausstrahlung | Deutschsprachige Erstausstrahlung |
| Staffel | Episodenanzahl | Staffelpremiere      | Staffelfinale        | Staffelpremiere                   | Staffelfinale                     |
| ------- | -------------- | -------------------- | -------------------- | --------------------------------- | --------------------------------- |
| 1       | 26             | 4. April 2010        | 30. Januar 2011      | 7. Mai 2010                       | 8. Mai 2011                       |
| 2       | 30             | 20. Februar 2011     | 27. November 2011    | 27. Mai 2011                      | 23. Dezember 2011                 |
| Film    | Film           | 2. Dezember 2011     | 2. Dezember 2011     | 25. Dezember 2011                 | 25. Dezember 2011                 |
| 3       | 23             | 6. Mai 2012          | 20. Januar 2013      | 11. Oktober 2012                  | 2. März 2013                      |
| 4       | 21             | 28. April 2013       | 16. Februar 2014     | 30. September 2013                | 6. Dezember 2014                  |

## Staffel 1
Die Erstausstrahlung der ersten Staffel war vom 4. April 2010 bis zum 30. Januar 2011 auf dem US-amerikanischen Sender Disney Channel zu sehen. Die deutschsprachige Erstausstrahlung sendete der deutsche Pay-TV-Sender Disney Channel vom 7. Mai 2010 bis zum 8. Mai 2011.
| Nr. (ges.) | Nr. (St.) | Deutscher Titel                  | Originaltitel                  | Erstausstrahlung USA | Deutschsprachige Erstausstrahlung (D) |
| ---------- | --------- | -------------------------------- | ------------------------------ | -------------------- | ------------------------------------- |
| 1          | 1         | Viel Glück, Charlie!             | Study Date                     | 4. Apr. 2010         | 7. Mai 2010                           |
| 2          | 2         | Baby wechsle dich                | Baby Come Back                 | 11. Apr. 2010        | 7. Nov. 2010                          |
| 3          | 3         | Der seltsame Fall des Mr. Dabney | The Curious Case of Mr. Dabney | 18. Apr. 2010        | 22. Nov. 2010                         |
| 4          | 4         | Das doppelte Maskottchen         | Double Whammy                  | 25. Apr. 2010        | 23. Nov. 2010                         |
| 5          | 5         | Teddys erster Kuss               | Dance Off                      | 2. Mai 2010          | 24. Nov. 2010                         |
| 6          | 6         | Charlie war’s!                   | Charlie Did It!                | 9. Mai 2010          | 25. Nov. 2010                         |
| 7          | 7         | Hosentaschenanrufe               | Butt Dialing Duncans           | 16. Mai 2010         | 26. Nov. 2010                         |
| 8          | 8         | Happy Birthday, Charlie!         | Charlie Is 1                   | 23. Mai 2010         | 29. Nov. 2010                         |
| 9          | 9         | Rettet das Baumhaus!             | Up a Tree                      | 6. Juni 2010         | 30. Nov. 2010                         |
| 10         | 10        | Ach, du lieber Onkel             | Take Mel Out to the Ball Game  | 13. Juni 2010        | 1. Dez. 2010                          |
| 11         | 11        | Jungs und Mädchen                | Boys Meet Girls                | 27. Juni 2010        | 2. Dez. 2010                          |
| 12         | 12        | Kit und Kaputzi                  | Kit and Kaboodle               | 11. Juli 2010        | 3. Dez. 2010                          |
| 13         | 13        | Quengeln nach Bestnoten          | Teddy’s Little Helper          | 1. Aug. 2010         | 6. Dez. 2010                          |
| 14         | 14        | Winke-Winke Schmusedecke         | Blankie Go Bye-Bye             | 15. Aug. 2010        | 7. Dez. 2010                          |
| 15         | 15        | Voll peinlich!                   | Charlie Goes Viral             | 29. Aug. 2010        | 8. Dez. 2010                          |
| 16         | 16        | Falsch eingeschätzt!             | Duncan’s Got Talent            | 12. Sep. 2010        | 9. Dez. 2010                          |
| 17         | 17        | Von Hunden und Hähnchen          | Kwikki Chick                   | 19. Sep. 2010        | 10. Dez. 2010                         |
| 18         | 18        | Charlie hat die Windeln an       | Charlie in Charge              | 17. Okt. 2010        | 13. Dez. 2010                         |
| 19         | 19        | Die Übernachtungsparty           | Sleepless in Denver            | 24. Okt. 2010        | 14. Dez. 2010                         |
| 20         | 20        | Spencers Cousinen                | Girl Bites Dog                 | 14. Nov. 2010        | 15. Dez. 2010                         |
| 21         | 21        | Stehaufmädchen                   | Teddy’s Broken Heart Club Band | 21. Nov. 2010        | 16. Dez. 2010                         |
| 22         | 22        | Teddys Verehrer                  | Teddy Rebounds                 | 28. Nov. 2010        | 17. Dez. 2010                         |
| 23         | 23        | Schmierenkomödien                | Pushing Buttons                | 12. Dez. 2010        | 24. Dez. 2010                         |
| 24         | 24        | Liebestaumel – Teil 1            | Snow Show (Part 1)             | 16. Jan. 2011        | 29. Jan. 2011                         |
| 25         | 25        | Liebestaumel – Teil 2            | Snow Show (Part 2)             | 23. Jan. 2011        | 29. Jan. 2011                         |
| 26         | 26        | Mrs. Dabney und ihre Chauffeurin | Driving Mrs. Dabney            | 30. Jan. 2011        | 8. Mai 2011                           |

## Staffel 2
Die Erstausstrahlung der zweiten Staffel war vom 20. Februar bis zum 27. November 2011 auf dem US-amerikanischen Sender Disney Channel zu sehen. Die deutschsprachige Erstausstrahlung sendete der deutsche Pay-TV-Sender Disney Channel vom 27. Mai bis zum 23. Dezember 2011.
| Nr. (ges.) | Nr. (St.) | Deutscher Titel                      | Originaltitel                      | Erstausstrahlung USA | Deutschsprachige Erstausstrahlung (D) |
| ---------- | --------- | ------------------------------------ | ---------------------------------- | -------------------- | ------------------------------------- |
| 27         | 1         | Geburtstag hinter Gittern            | Charlie Is 2                       | 20. Feb. 2011        | 27. Mai 2011                          |
| 28         | 2         | Findet Teddy                         | Something’s Fishy                  | 27. Feb. 2011        | 3. Juni 2011                          |
| 29         | 3         | Ab aufs Töpfchen!                    | Let’s Potty                        | 6. März 2011         | 10. Juni 2011                         |
| 30         | 4         | Ver-App-elt!                         | Appy Days                          | 13. März 2011        | 17. Juni 2011                         |
| 31         | 5         | Duncan gegen Duncan                  | Duncan vs. Duncan                  | 20. März 2011        | 24. Juni 2011                         |
| 32         | 6         | Gute Miene zum Rollenspiel           | A L.A.R.P. in the Park             | 27. März 2011        | 1. Juli 2011                          |
| 33         | 7         | Band der Liebe                       | Battle of the Bands                | 3. Apr. 2011         | 15. Juli 2011                         |
| 34         | 8         | Die (un)talentierten Duncans         | The Singin’ Dancin’ Duncans        | 10. Apr. 2011        | 8. Juli 2011                          |
| 35         | 9         | Die Bärenmutter                      | Teddy’s Bear                       | 15. Apr. 2011        | 22. Juli 2011                         |
| 36         | 10        | Meine Mutter Teddy                   | Meet the Parents                   | 1. Mai 2011          | 29. Juli 2011                         |
| 37         | 11        | Gabes 12 1/2. Geburtstag             | Gabe’s 12 1/2 Birthday             | 8. Mai 2011          | 5. Aug. 2011                          |
| 38         | 12        | Schlussmachen für Anfänger           | The Break Up                       | 15. Mai 2011         | 12. Aug. 2011                         |
| 39         | 13        | Tanzen mit Charlie                   | Charlie Shakes It Up               | 5. Juni 2011         | 20. Aug. 2011                         |
| 40         | 14        | Teddy deckt auf                      | Baby’s New Shoes                   | 12. Juni 2011        | 19. Aug. 2011                         |
| 41         | 15        | Auf Wiedersehen, Videotagebuch!      | Bye Bye Video Diary                | 19. Juni 2011        | 26. Aug. 2011                         |
| 42         | 16        | Ein schweres Los                     | Monkey Business                    | 26. Juni 2011        | 2. Sep. 2011                          |
| 43         | 17        | PJ in der großen Stadt               | PJ in the City                     | 10. Juli 2011        | 9. Sep. 2011                          |
| 44         | 18        | Aloha, Charlie! – Teil 1             | Sun Show (Part 1)                  | 24. Juli 2011        | 16. Sep. 2011                         |
| 45         | 19        | Aloha, Charlie! – Teil 2             | Sun Show (Part 2)                  | 31. Juli 2011        | 23. Sep. 2011                         |
| 46         | 20        | Totalschaden                         | Amazing Gracie                     | 7. Aug. 2011         | 30. Sep. 2011                         |
| 47         | 21        | Die Termiten-Königin                 | Termite Queen                      | 21. Aug. 2011        | 21. Okt. 2011                         |
| 48         | 22        | Bobs Rockband                        | The Bob Duncan Experience          | 28. Aug. 2011        | 22. Okt. 2011                         |
| 49         | 23        | Die böse Teddy                       | Ditch Day                          | 11. Sep. 2011        | 17. Nov. 2011                         |
| 50         | 24        | Zum Greifen nah                      | Alley Oops                         | 25. Sep. 2011        | 25. Nov. 2011                         |
| 51         | 25        | Duell an Halloween                   | Scary Had a Little Lamb            | 9. Okt. 2011         | 28. Okt. 2011                         |
| 52         | 26        | Küss nicht den Frosch                | Return to Super Adventure Land     | 23. Okt. 2011        | 19. Dez. 2011                         |
| 53         | 27        | Geheimniskrämer                      | Can You Keep a Secret?             | 6. Nov. 2011         | 20. Dez. 2011                         |
| 54         | 28        | Märchenerzähler                      | Story Time                         | 13. Nov. 2011        | 21. Dez. 2011                         |
| 55         | 29        | … und Truthähne können doch fliegen! | It’s a Charlie Duncan Thanksgiving | 20. Nov. 2011        | 22. Dez. 2011                         |
| 56         | 30        | Eiskalt erwischt                     | Teddy on Ice                       | 27. Nov. 2011        | 23. Dez. 2011                         |

## Film
Der Fernsehfilm wurde am 2. Dezember 2011 auf dem US-amerikanischen Sender Disney Channel erstausgestrahlt. In Deutschland erfolgte die Premiere am 25. Dezember 2011 im deutschen Disney Channel.
| Nr. (ges.) | Nr. (St.) | Deutscher Titel                              | Originaltitel                      | Zusammenfassung                                        | Erstausstrahlung USA | Deutschsprachige Erstausstrahlung (D) |
| ---------- | --------- | -------------------------------------------- | ---------------------------------- | ------------------------------------------------------ | -------------------- | ------------------------------------- |
| —          | —         | Meine Schwester Charlie unterwegs – Der Film | Good Luck Charlie, It’s Christmas! | Der Film dreht sich um das Weihnachtsfest der Duncans. | 2. Dez. 2011         | 25. Dez. 2011                         |

## Staffel 3
Die Erstausstrahlung der dritten Staffel war vom 6. Mai 2012 bis zum 20. Januar 2013 auf dem US-amerikanischen Sender Disney Channel zu sehen. Die deutschsprachige Erstausstrahlung sendete der deutsche Pay-TV-Sender Disney Channel vom 11. Oktober 2012 bis zum 2. März 2013.
| Nr. (ges.) | Nr. (St.) | Deutscher Titel                   | Originaltitel             | Erstausstrahlung USA | Deutschsprachige Erstausstrahlung (D) |
| ---------- | --------- | --------------------------------- | ------------------------- | -------------------- | ------------------------------------- |
| 57         | 1         | Neues Baby, neues Haus            | Make Room for Baby        | 6. Mai 2012          | 11. Okt. 2012                         |
| 58         | 2         | Glück in der Liebe, Pech im Spiel | Bad Luck Teddy            | 6. Mai 2012          | 12. Okt. 2012                         |
| 59         | 3         | Kindermund tut Wahrheit kund      | Amy Needs a Shower        | 13. Mai 2012         | 15. Okt. 2012                         |
| 60         | 4         | Das Leid mit dem Kleid            | Dress Mess                | 13. Mai 2012         | 16. Okt. 2012                         |
| 61         | 5         | Auf der Jagd                      | Catch Me If You Can       | 20. Mai 2012         | 17. Okt. 2012                         |
| 62         | 6         | Die mittleren Kinder              | Name That Baby            | 15. Juni 2012        | 18. Okt. 2012                         |
| 63         | 7         | Das Baby kommt! – Teil 1          | Special Delivery (Part 1) | 24. Juni 2012        | 19. Okt. 2012                         |
| 64         | 8         | Das Baby kommt! – Teil 2          | Special Delivery (Part 2) | 24. Juni 2012        | 19. Okt. 2012                         |
| 65         | 9         | Und was nicht alles               | Welcome Home              | 1. Juli 2012         | 22. Okt. 2012                         |
| 66         | 10        | Haus des Schreckens               | Baby’s First Vacation     | 15. Juli 2012        | 23. Okt. 2012                         |
| 67         | 11        | Die Wetterfeen                    | Wentz’s Weather Girls     | 29. Juli 2012        | 24. Okt. 2012                         |
| 68         | 12        | Schritt für Schritt               | Baby Steps                | 12. Aug. 2012        | 25. Okt. 2012                         |
| 69         | 13        | Teddysaurus Rex                   | T. Wrecks                 | 26. Aug. 2012        | 26. Okt. 2012                         |
| 70         | 14        | Teddy und der Bambino             | Teddy and the Bambino     | 16. Sep. 2012        | 4. Feb. 2013                          |
| 71         | 15        | Teamgeist                         | Team Mom                  | 23. Sep. 2012        | 5. Feb. 2013                          |
| 72         | 16        | Le Halloween                      | Le Halloween              | 7. Okt. 2012         | 8. Feb. 2013                          |
| 73         | 17        | Harte Jungs und kleine Kerle      | Guys & Dolls              | 14. Okt. 2012        | 6. Feb. 2013                          |
| 74         | 18        | Schwester Blankenhooper           | Nurse Blankenhooper       | 28. Okt. 2012        | 7. Feb. 2013                          |
| 75         | 19        | Der Charlie-Flüsterer             | Charlie Whisperer         | 4. Nov. 2012         | 11. Feb. 2013                         |
| 76         | 20        | Nachhilfe extrem                  | Study Buddy               | 11. Nov. 2012        | 13. Feb. 2013                         |
| 77         | 21        | Weihnachten bei den Duncans       | A Duncan Christmas        | 2. Dez. 2012         | 12. Feb. 2013                         |
| 78         | 22        | Alles wird anders! – Teil 1       | All Fall Down (Part 1)    | 20. Jan. 2013        | 2. März 2013                          |
| 79         | 23        | Alles wird anders! – Teil 2       | All Fall Down (Part 2)    | 20. Jan. 2013        | 2. März 2013                          |

## Staffel 4
Die Erstausstrahlung der vierten und letzten Staffel fand zwischen dem 28. April 2013 und dem 16. Februar 2014 auf dem US-amerikanischen Sender Disney Channel statt. Die deutschsprachige Erstausstrahlung sendete der deutsche Disney Channel vom 30. September 2013 bis zum 6. Dezember 2014.
| Nr. (ges.) | Nr. (St.) | Deutscher Titel             | Originaltitel                   | Erstausstrahlung USA | Deutschsprachige Erstausstrahlung (D) |
| ---------- | --------- | --------------------------- | ------------------------------- | -------------------- | ------------------------------------- |
| 80         | 1         | Teddy, Kermit und Co.       | Duncan Dream House              | 28. Apr. 2013        | 30. Sep. 2013                         |
| 81         | 2         | Teddys Beuteschema          | Doppel Date                     | 5. Mai 2013          | 1. Okt. 2013                          |
| 82         | 3         | Das Ablenkungsmanöver       | Demolition Dabney               | 12. Mai 2013         | 2. Okt. 2013                          |
| 83         | 4         | Traumziel Hawaii            | Go Teddy!                       | 19. Mai 2013         | 3. Okt. 2013                          |
| 84         | 5         | Der Aufsatz                 | Rock Enroll                     | 2. Juni 2013         | 4. Okt. 2013                          |
| 85         | 6         | Teddys Erzfeind             | The Unusual Suspects            | 8. Juni 2013         | 7. Okt. 2013                          |
| 86         | 7         | Das Ratten-Rennen           | Rat-A-Teddy                     | 23. Juni 2013        | 8. Okt. 2013                          |
| 87         | 8         | Der Geburtstags-Wettbewerb  | Charlie 4, Toby 1               | 14. Juli 2013        | 9. Okt. 2013                          |
| 88         | 9         | Zukunftsaussichten          | Futuredrama                     | 28. Juli 2013        | 24. Feb. 2014                         |
| 89         | 10        | Teddys neuer Freund         | Teddy’s New Beau                | 4. Aug. 2013         | 10. Okt. 2013                         |
| 90         | 11        | Teddys Entscheidung         | Teddy’s Choice                  | 11. Aug. 2013        | 11. Okt. 2013                         |
| 91         | 12        | Der Wanzenball              | Bug Prom                        | 15. Sep. 2013        | 14. Okt. 2013                         |
| 92         | 13        | Las Vegas                   | Weekend in Vegas                | 22. Sep. 2013        | 25. Feb. 2014                         |
| 93         | 14        | Die Nacht des Schreckens    | Fright Night                    | 6. Okt. 2013         | 16. Okt. 2013                         |
| 94         | 15        | Schwester, Schwester        | Sister, Sister                  | 13. Okt. 2013        | 15. Okt. 2013                         |
| 95         | 16        | Teddy oder Tennessee        | Bob’s Beau-Be-Gone              | 10. Nov. 2013        | 23. Feb. 2014                         |
| 96         | 17        | Weihnachten mit Jessie      | Good Luck Jessie: NYC Christmas | 29. Nov. 2013        | 6. Dez. 2014                          |
| 97         | 18        | Abi-Streich                 | Accepted                        | 19. Jan. 2014        | 26. Feb. 2014                         |
| 98         | 19        | Aufbruchsstimmung           | Down a Tree                     | 26. Jan. 2014        | 27. Feb. 2014                         |
| 99         | 20        | Viel Glück, Teddy! – Teil 1 | Good Bye Charlie (Part 1)       | 16. Feb. 2014        | 28. Feb. 2014                         |
| 100        | 21        | Viel Glück, Teddy! – Teil 2 | Good Bye Charlie (Part 2)       | 16. Feb. 2014        | 28. Feb. 2014                         |